# شيرو موريتاني
شيرو موريتاني (باليابانية: 森谷司郎؛ بالكانا: もりたに しろう) هو كاتب سيناريو ومخرج ياباني، ولد في 28 سبتمبر 1931 في طوكيو في اليابان، وتوفي في 2 ديسمبر 1984.

## وصلات خارجية
- شيرو موريتاني على موقع IMDb (الإنجليزية)
- شيرو موريتاني على موقع أول موفي (الإنجليزية)
- شيرو موريتاني على موقع قاعدة بيانات الأفلام السويدية (السويدية)
- شيرو موريتاني على موقع قاعدة بيانات الفيلم (الإنجليزية)
- شيرو موريتاني على موقع كينوبويسك (الروسية)